# Margahowit
Margahowit – wieś w Armenii, w prowincji Lorri. W 2011 roku liczyła 3466 mieszkańców.